# Pomeroy, Washington
Pomeroy är administrativ huvudort i Garfield County i delstaten Washington. Vid 2010 års folkräkning hade Pomeroy 1 425 invånare.